# Автошлях Т 2524
Автошля́х Т 2524 — автомобільний шлях територіального значення у Чернігівській області. Пролягає територією Борзнянського, Ічнянського та Прилуцького районів через Борзну — Ічню — Прилуки. Загальна довжина — 69,5 км.

## Маршрут
Автошлях проходить через такі населені пункти:
| Автошлях Т 2524      |              |
| Чернігівська область |              |
| Борзнянський район   |              |
| Борзна               | Т 2523Т 2552 |
|                      | E101М02      |
| Велика Загорівка     | Т 2514       |
| Плиски               |              |
| Ічнянський район     |              |
| Івангород            |              |
| Крупичполе           |              |
| Ічня                 | Т 2527       |
| Гмирянка             |              |
| Ольшана              |              |
| Прилуцький район     |              |
| Ярова Білещина       | Н07          |
| Білещина             |              |
| Прилуки              | Р67          |